# Sonda (www)
Sonda internetowa – jeden z interaktywnych elementów stron WWW. Sonda taka ma formę prostej ankiety z pojedynczym pytaniem oraz dwoma (i więcej) możliwymi odpowiedziami (często bardzo lakonicznymi). Po zagłosowaniu odwiedzający serwis może najczęściej od razu zobaczyć dotychczasowe wyniki ankiety (podane liczbowo lub procentowo).

## Techniczne możliwości zapobiegania nadużyciom
Jak w każdym sondażu i tutaj istnieje możliwość nadużyć. W wypadku sond internetowych stosunkowo prosto jest zagłosować parę razy, jeśli nie są one odpowiednio zabezpieczone.
Najprostszą (i najmniej skuteczną) metodą jest użycie ciasteczek, którym wartości nadawane są podczas oddawania głosu. Jeżeli dane ciasteczko ma określoną wartość to odwiedzający już głosował. Nie jest to dobry sposób, bo ciasteczka są zapisywane na komputerze klienta i mogą być bezpośrednio modyfikowane, usuwane lub ich obsługa może być wyłączona w ustawieniach przeglądarki.
Jedną z prostszych i stosunkowo skutecznych form zapobiegania wielokrotnemu głosowaniu jest sprawdzanie numeru IP głosującego i nie zezwalanie na dwukrotne głosowanie z tego samego adresu. Tu jednak istnieje ryzyko, że jakaś osoba będzie miała dynamiczny adres IP. Z jednej strony może to spowodować, że będzie mogła i tak zagłosować drugi raz po pewnym czasie, a z drugiej strony z dwóch osób mających ten sam adres IP w czasie trwania ankiety, tylko jedna będzie mogła zagłosować.
Inną formą zabezpieczenia jest wymuszenie autoryzacji osób głosujących poprzez logowanie się (przed możliwością wzięcia udziału w ankiecie). Tu zabezpieczenie będzie tak skuteczne jak skuteczny będzie mechanizm autoryzacji. Skutkiem przesadnie rozbudowanych procedur autoryzacji może być jednak zniechęcenie użytkownika do oddania głosu.
W praktyce nie ma technicznej możliwości by być pewnym, że dana osoba zagłosowała tylko raz. Pewność taka nie musi być jednak konieczna, ponieważ sondy internetowe mają zazwyczaj charakter zabawowy, mający na celu raczej urozmaicenie statycznych stron WWW, niż przeprowadzenie wiarygodnych badań.

## Tworzenie sond
Sondy zwykle napisane są w jednym ze skryptowych języków programowania (PHP, Server-side Java, ASP itp.). Darmowe zwykle oparte są na języku PHP oraz prostych, plikowych bazach danych, bądź bazach SQL. Sondy takie mogą też być oparte na technologii Flash czy Java i wówczas nie wymagają przeładowania strony (ta ostatnia jednak mocno obciąża komputer odbiorcy). Ciągle rzadko spotykana, ale możliwa do wykorzystania jest również technologia AJAX, która zadziała na podobnej zasadzie jak Flash – przesyłając dane do serwera w tle i aktualizując tylko wybrany fragment strony.
Praktyczny wybór rozwiązania często powiązany jest z technologią, w której został stworzony dany serwis (może to być powiązane z ograniczeniami serwera, na którym się znajduje) oraz możliwościami programistów, bądź właściciela strony.
Istnieją również serwisy, które pomagają (często za darmo) w zainstalowaniu sondy na stronie. Nawet jeśli dany serwer nie daje możliwości dynamizowania stron, to wówczas użytkownik (po użyciu formularza służącego do głosowania) jest przenoszony na inny serwer, który obsługuje skrypt zliczający głosy i wyświetlający wyniki.

## Prosta sonda internetowa
Jedną z prostszych form sondy internetowej jest „Sonda Tak/Nie” – nazywana tak ze względu na to, że na zadane pytanie są tylko dwie możliwe do wyboru odpowiedzi: „Tak” lub „Nie”.
Taki element strony WWW ma często postać prostokąta, w którym znajduje się jakieś pytanie (np. Czy lubisz włoską kuchnię?) oraz dwa linki (odpowiedzi): „TAK”, „NIE”. Bieżące wyniki, oprócz podanych procentów, może obrazować pasek, który składa się z dwóch kolorów: zielonego dla TAK i czerwonego dla NIE. W stanie równowagi (50/50%) oba kolory mają jednakową długość, ich proporcje są modyfikowane odpowiednio do zmiany wyników.

### Przykład
| Czy to 42? |         |
| TAK 50%    | NIE 50% |
| \| \| \|   |         |
|            |         |

|  |  |

| Czy to 42? |         |
| TAK 70%    | NIE 30% |
| \| \| \|   |         |
|            |         |

|  |  |